# Als (plaats)
Als is een plaats in de Deense regio Noord-Jutland, gemeente Mariagerfjord. De plaats telt 936 inwoners (2008).